# Onamihime
Onamihime (Ả Na cơ) (阿南姫),(ngày 4 tháng 7 năm 1541 - 30 tháng 8 năm 1602) là một nữ samurai sống vào giai đoạn cuối thời kỳ Chiến Quốc. Bà là con gái đầu của Date Harumune, em gái của Date Terumune và là dì của Date Masamune. Bà cũng là người cai trị thành Sukagawa ở tỉnh Mutsu.

## Cuộc đời
Onamihime kết hôn với Nikaidō Moriyoshi và họ có hai người con trai, Heishiro và Yukichika. Heishiro bị bắt làm con tin cho gia tộc Ashina hùng mạnh, sau được nhận nuôi trong gia tộc ấy và đổi tên thành Ashina Moritaka. Sau khi Moriyoshi và Yukichika qua đời, Onamihime mang thân phận góa phụ trở thành người đứng đầu của Thành Sukagawa, tộc trưởng của gia tộc Nikaido và lấy pháp danh là Daijou-in.
Do cha của Date Masamune, Date Terumune bị giết hại dưới tay Nihonmatsu Yoshitsugu, Masamune đã thề báo thù, phát động một cuộc tấn công chống lại Nihonmatsu vào năm 1585. Khi ấy, Onamihime đã chiến đấu trong Trận Hitotoribashi cùng với các gia tộc đồng minh như gia tộc Ashina, Sōma, Hatakeyama và Satake góp sức chống lại gia tộc Date. Các đồng minh đã cầm đầu 30.000 quân của họ về phía Thành Motomiya. Trong khi Masamune chỉ có 7.000 quân chuẩn bị chiến lược phòng thủ, Onamihime đã chỉ huy quân đội của mình tấn công nhưng Masamune đã sử dụng một phòng thủ chiến lược và các lực lượng đồng minh đã rút lui. Năm 1588, Onamihime lại liên minh với hai gia tộc Ashina và Sōma để chống lại Date Masamune trong Trận chiến Koriyama.
Vào tháng 7 năm 1589, Trận Suriagehara bắt đầu. Date Masamune đã đánh bại quân Ashina và Satake và giành chiến thắng cho quân đội Date, cũng như được củng cố quyền lực ở Nam Mutsu. Sau đó, Masamune đã yêu cầu dì (tức Onamihime) của mình đầu hàng, nhưng bà nhất quyết từ chối. Gia tộc của Onamihime và Ishikawa tiếp tục trận chiến. Bà tự bảo vệ mình trước cuộc tấn công Thành, khi chư hầu Hodohara Yukifuji phản bội gia tộc Nikaidou và theo phe gia tộc Date, giúp Masamune chiếm lấy Thành Sukagawa. Vào ngày 26 tháng 10 năm 1589, Thành đã bị sụp đổ.
Masamune đã cứu người dì Onamihime và đưa bà đến Thành Suginome. Tuy nhiên, bà đã không sống ở đây được lâu. Onamihime căm ghét Masamune, bà đã rời khỏi Thành của cháu mình để sống cùng người cháu khác là Iwaki Tsunetaka. Sau khi Tsunetaka qua đời, bà sống cùng Satake Yoshinobu. Gia tộc Satake liên minh với Tây Quân và Onamihime đã tham gia Trận chiến Sekigahara. Sau khi Tây Quân bại trận trước Đông quân do Tokugawa Ieyasu đứng đầu, nhà Satake vẫn tiếp tục tồn tại, nhưng đã bị trừng phạt. Gia tộc Satake đã được chuyển đến Dewa theo lệnh của Tướng Tokugawa vào năm 1602. Khi đang trên đường đến Dewa, trong khi đi qua thành cũ của bà ở Sukagawa, Onamihime đã qua đời vào năm 1602 và được chôn cất ở đó.

## Trong văn hóa đại chúng
Onamihime xuất hiện trong loạt trò chơi video Nobunaga's Ambition.